# Der Circle
Der Circle (Originaltitel: The Circle) ist ein Bestseller-Roman von Dave Eggers aus dem Jahr 2013. Im Mittelpunkt der Dystopie steht die mächtige Internet-Firma The Circle, den GAFAM-Unternehmen nachempfunden, die durch umfassende Transparenz und Überwachung zunehmend soziale Kontrolle erzeugt. Der Circle erschien 2014 in deutscher Übersetzung. 2021 veröffentlichte Eggers mit Every (The Every) eine Fortsetzung.

## Inhalt
Der Roman porträtiert das fiktive, weltweit dominierende Plattform-Unternehmen Circle, das nicht nur Facebook, Twitter und Google übertroffen hat, sondern auch die ebenfalls fiktiven Unternehmen Alacrity, Zoopa, Jefe und Quan, und deren Angebote vereint.
Maebelline „Mae“ Holland, eine College-Absolventin, beginnt ihre neue Stelle bei The Circle, einer mächtigen IT-Firma, die von den so genannten „Drei weisen Männern“ geführt wird. Mae verdankt ihre Anstellung ihrer besten Freundin und früheren Zimmergenossin zu College-Zeiten, Annie, die auch eine der 40 einflussreichsten Personen der Firma ist. Mae beginnt bei „Customer Experience“, der Kundenbetreuung des Unternehmens, steigt aber schnell in dessen Hierarchie auf. Von Beginn an ist Mae von den Annehmlichkeiten des Circles beeindruckt, zum Beispiel dem Zugang zu erstklassiger Technik, eigenen Wohnheimen, Fitnessstudios, sonstigen Erholungsmöglichkeiten und Partys. Maes erster Tag beim Circle endet mit einer Party, auf der sie Francis trifft, mit dem sie fortan eine Liebesbeziehung eingeht. Im späteren Verlauf begegnet Mae einem mysteriösen Kollegen namens „Kalden“ und fühlt sich auch zu ihm hingezogen, obwohl sie es nicht schafft, seinen Status bei der Firma oder auch nur seinen Nachnamen zu erfahren.
In der Zwischenzeit fährt der Circle fort, eine Reihe hoch entwickelter Technologien zu entwickeln, darunter „SeeChange“: leichte, tragbare Kameras, die mit minimalem Aufwand Videos in Echtzeit an jeden beliebigen Ort übertragen. Die „SeeChange“-Kameras werden unter anderem von Politikern rund um die Uhr getragen, die gerne „transparent“ sein möchten und somit der Öffentlichkeit erlauben, jederzeit zu sehen, was sie tun.
Maes Vater erhält die Diagnose Multiple Sklerose. Wegen dieser Krankheit nimmt Mae ihre Eltern mit in ihre eigene Krankenversicherung bei ihrem Arbeitgeber The Circle auf, der im Gegenzug dafür aber Maes Wohnung mit SeeChange-Kameras ausstattet. Nach einem kurzen Zwischenfall mit der Polizei stimmt Mae schließlich zu, ebenfalls eine SeeChange-Kamera am Körper zu tragen und somit „transparent“ zu werden. Dadurch verkörpert sie ihre zunehmend wichtiger werdende Rolle in der Firma, was auch durch eine öffentliche Rede versinnbildlicht wird, in der sie die Aussagen „Geheimnisse sind Lügen“, „Teilen ist heilen“ und „Alles Private ist Diebstahl“ macht. Ihr Job besteht nun zum größten Teil daraus, als „Botschafterin“ über den Firmencampus zu laufen und Kunden zukünftige Produkte zu zeigen. Jegliche Andeutungen, dass sie selbst Zweifel in Bezug auf (fehlende) Privatsphäre hat, nehmen nun ab, im Gegensatz zu ihrem früheren Freund Mercer, der schließlich darauf besteht, „von der Landkarte zu verschwinden“, um dem ständig wachsenden und weitreichenden Einfluss des Circles und dessen Technologien zu entfliehen. Kalden meldet sich bei Mae und warnt sie, dass der Circle gestoppt werden muss, doch sie weigert sich, diesem Gedanken zu folgen.
In der Zwischenzeit wird Annie auf Maes Erfolg neidisch und meldet sich freiwillig, die erste Testperson für „PastPerfect“ zu werden, um ihren Status innerhalb des Unternehmens zu festigen. „PastPerfect“ bereitet, mit Hilfe aller online zur Verfügung stehenden Informationen, eine komplette Historie der Familie einer beliebigen Person auf. Im Rahmen dieses Vorgangs kommen auch verstörende Dinge, die Annies Familie betreffen, ans Tageslicht. Schließlich wird die psychische Belastung Annies aufgrund dieser Enthüllungen so groß, dass sie in ein Koma fällt. Bloßgestellt sowohl durch das Misstrauen ihrer Eltern gegenüber der Überwachung ihrer Wohnung durch SeeChange und auch durch das Verhalten ihres Exfreundes Mercer – jeweils durch Maes Körperkamera für deren Millionen „Follower“ öffentlich sichtbar – wird Mae mehr und mehr verärgert. Als sie live ein neues Programm demonstriert, mittels dessen man binnen Minuten flüchtige Kriminelle fassen kann, nutzt sie dieses auch, um Mercer zu finden. Dieser versucht der Videoverfolgung zu entfliehen und begeht, mittlerweile durch Drohnen verfolgt und ohne Chance zu „entkommen“, durch einen absichtlichen Sturz von einer Brücke Selbstmord. Obwohl sie dadurch anfangs niedergeschlagen ist, versucht Mae schon bald, mit Hilfe des charismatischen „Weisen Mannes“ Eamon Bailey ihre Niedergeschlagenheit aufgrund Mercers Tod wegzudiskutieren. So kommt sie zu dem Schluss, dass er ein sehr depressiver, asozialer Mensch gewesen sei, der es abgelehnt habe, von der Gemeinschaft Hilfe anzunehmen, und vergleicht sein Handeln mit dem einer Person, die in dem Moment durch einen Sprung aus dem Fenster Selbstmord begeht, als der Arzt zur Visite erscheint.
Kalden stellt sich als der schwer fassbare „Weise Mann“ Ty Gospodinov heraus, der ursprüngliche Erfinder und Gründer des Circles. Mae stimmt zu, sich mit ihm im Geheimen zu treffen, und er erzählt ihr von seiner Sorge, dass schon bald ein totalitäres Regime entstehen werde, gleich einer „Überwachungsgesellschaft“, sofern nichts dagegen unternommen werde. Er legt den Bedarf nach Privatsphäre in einem digitalen Zeitalter dar und bittet sie, ihm bei der Zerstörung des Circles zu helfen, da er das nicht alleine tun könne. Mae ist der Meinung, dass Ty verrückt sei, gibt aber vor, ihn zu unterstützen – doch dann betrügt sie ihn, indem sie den anderen Gründern des Circles verrät, was geschehen ist. Diese stellen sicher, dass Ty zum Schweigen gebracht wird. Das Buch endet damit, dass Mae im Krankenhaus Annie anblickt und sich dabei fragt, wann die Zeit wohl kommt, dass Gedanken von Menschen sichtbar und zum öffentlichen Gut gemacht werden, da die Welt ein Recht dazu habe.

## Deutschsprachige Rezeption
Der Roman wurde im deutschsprachigen Feuilleton außergewöhnlich häufig und intensiv besprochen. Deshalb wundert es Gerrit Bartels nicht, dass er schon zwei Wochen nach Erscheinen der deutschen Übersetzung an den Spitzen der Bestsellerlisten stand. In den Buchbesprechungen wird durchweg die literarische Qualität des Romans bemängelt, die dystopische Vision aber für beachtenswert gehalten. Manche Rezensenten, wie Gerrit Bartels, halten den Roman für polemisch. Sascha Lobo nennt ihn „ein lesenswertes, mit klug konstruierten Mini-Dystopien durchsetztes Buch“. Er betreibe aber auch eine kontraproduktive Dämonisierung der Internetkonzerne, der die Argumente fehlen, und werde dadurch polemisch.

## Verfilmung
Die Dreharbeiten an einer Verfilmung des Romans unter der Regie von James Ponsoldt begannen am 11. September 2015. Emma Watson spielt hierin die Mae Holland und Tom Hanks die Rolle des Eamon Bailey. Die Rolle des Kalden/Ty spielt John Boyega. Der US-amerikanische Kinostart war am 27. April 2017. In Deutschland ist er im September erschienen.

## Oper
Eine Oper auf der Basis des Buchs von Ludger Vollmer wurde am 4. Mai 2019 im Deutschen Nationaltheater Weimar uraufgeführt.

## Ausgaben
- Dave Eggers: The circle: a novel. Alfred A. Knopf, New York 2013, ISBN 978-0-385-35139-3 (amerikanisches Englisch, 504 S.).
- Dave Eggers: Der Circle: Roman. Kiepenheuer&Witsch, Köln 2014, ISBN 978-3-462-04675-5 (560 S., amerikanisches Englisch: The Circle. New York 2013. Übersetzt von Ulrike Wasel und Klaus Timmermann). (2 Wochen lang im Jahr 2014 auf dem Platz 1 der Spiegel-Bestsellerliste)
- Dave Eggers: Der Circle. Tonträger, gekürzte Lesung, gelesen von Torben Kessler. Hörbuch Hamburg, Hamburg 2014, ISBN 978-3-89903-898-9 (amerikanisches Englisch: The Circle. New York 2013. Übersetzt von Ulrike Wasel und Klaus Timmermann).